# Into the Breach
Into the Breach ist ein rundenbasiertes Strategiespiel, das von dem Indie-Studio Subset Games entwickelt und veröffentlicht wurde. Nach FTL: Faster Than Light stellt es das zweite Werk des Entwicklerteams dar. Es erschien im Februar 2018 für Microsoft Windows, im August 2018 für macOS und Nintendo Switch. Die Portierung für Linux wurde im April 2020 veröffentlicht.

## Handlung
Die Menschheit wird von außerirdischen Insekten attackiert und verliert den Krieg. Um den Fehlschlag rückgängig zu machen, reisen drei Piloten samt Mech in die Vergangenheit zurück.

## Spielprinzip
Der Spieler platziert seine Mechs auf dem 8 × 8 Quadrate großem Spielfeld. Mit jeder Runde tauchen Feinde auf. Zerstören diese Zivilgebäude, so wird das Energienetz beschädigt. Wird ein Mech zerstört, so stirbt auch der Pilot mit allen seinen Fähigkeiten und Erfahrungspunkten. Das Spiel ist verloren, wenn die Energieversorgung der jeweiligen Insel zusammenbricht oder der letzte Pilot sich mit einem Zeitsprung retten muss. Erdbeben, Waldbrände und Flutwellen beeinflussen ebenfalls das Geschehen.

## Entwicklung
Das zugrundeliegende Thema des Spiels sollte der Kollateralschaden sein, der zum Entwicklungszeitpunkt in zahlreichen Kinofilmen thematisiert wurde. Im Vergleich zu FTL sollte das Spiel deutlich weniger vom Zufall abhängen. Die Entwicklungsdauer betrug 5 Jahre. Zahlreiche Prototypen wurden dabei verworfen.

## Rezeption
Die GameStar hält fest, dass das Spiel intellektuell fordernd sei. Das ständig drohende Game over gebe jedem Zug eine verbindliche Konsequenz und sorge dafür, dass jede Entscheidung interessant sei. Das Design sei wenig einfallsreich, die Spielegrafik erinnere an Handyspiele. Für 4Players sei das Spiel eine Mischung von Advance Wars, Schach und FTL. Nicht nur das Schießen, sondern geschicktes Springen, Verschieben, Heranziehen, Blockieren aber vor allem die Ausnutzung des Terrains seien spielentscheidend. Die Bosse hingegen seien unspektakulär, die apokalyptische Hintergrundgeschichte nicht mehr als eine Rahmenhandlung. Langfristig motivierend seien die zahlreichen freischaltbaren Ausrüstungen. Die Spielegrafik sei minimalistisch, die Kulisse in Zusammenspiel mit dem Soundtrack atmosphärisch dicht. Dabei ist das Spiel nachsichtig, da es auch Chancen gibt Fehler rückgängig zu machen. Das Spiel sei fordernd und habe einen hohen Wiederspielwert. Die Gegnertypen wiederholen sich hingegen schnell. Der Spieler sei stets in einer Situation, in der er die optimale Schadensbegrenzung erreichen müsse. Die taktischen Möglichkeiten und die Kettenreaktionen ergäben fordernde Denkaufgaben und hohe Hürden für einen Sieg ohne Abstriche. Die prozedural generierten Kämpfe motivierten vor allem durch die Achievements und Highscores. Das Spiel besäße keinerlei Sprachausgabe und die Pixelgrafik sei teils grob. Eurogamer bezeichnete das Spiel als herausragend. Trotz kleiner Karten und gerade einmal drei gleichzeitig steuerbaren Einheiten ergebe sich ein komplexes Taktikspiel.

### Auszeichnungen
- 2018: The Game Awards Best Strategy Game[13]
- 2019: DICE Awards Strategy/Simulation Game of the Year[14]
- 2019: Game Developers Choice Awards Best Design[15][16]
- 2019: BAFTA Game Award Original Property[17]